# ديفيد ويلسون (سياسي)
ديفيد ويلسون (بالإنجليزية: David Wilson)‏ هو مُحرِّر ومؤلف وسياسي أمريكي، ولد في 17 سبتمبر 1818 في الولايات المتحدة، وتوفي في 9 يونيو 1870 في نفس البلد. انتخب عضو جمعية ولاية نيويورك.

## روابط خارجية
- دايفيد ويلسون على موقع الموسوعة البريطانية (الإنجليزية)